# Монголо-булгарское сражение
Монголо-булгарское сражение 1223 или 1224 года (конец 620 года Хиджры) — сражение между войском Волжской Булгарии и монголами под командованием Субэдэя и Джэбэ, в котором монголы потерпели поражение.

## История
Трудности в датировке сражения связаны с тем, что летописец, оставивший известия о нём, использовал мусульманский календарь.
Во время четырёхлетнего похода, начатого весной 1220 года как погоня за хорезмским султаном Ала ад-Дином Мухаммедом II, а затем направленного против государств Кавказа и Восточной Европы, монгольские войска прошли Северный Иран, Кавказ, причерноморские степи, разбили объединённое русско-половецкое войско на Калке (31 мая 1223). После битвы на Калке Субэдэй повернул в степи Подонья, откуда осенью 1223 года двинулся на булгар.
Арабский летописец Ибн аль-Асир, именовавший войска Джэбэ и Субэдэя «Западными татарами», сообщает, что они

направились в Булгар в конце 620 года. Когда жители Булгара услышали о приближении их к ним, они в нескольких местах устроили им засады, выступили против них (монголов), встретились с ними и, заманив их до тех пор, пока они зашли за место засад, напали на них с тыла, так что они (монголы) остались в середине; поял их меч со всех сторон, перебито их множество и уцелели из них только немногие. Говорят, что их было до 4000 человек. Отправились они (оттуда) в Саксин, возвращаясь к своему царю Чингизхану, и освободилась от них земля Кипчаков; кто из них спасся, тот вернулся в свою землю.

Это известие находит определённое подтверждение в другом независимом источнике. Когда братья-францисканцы из Венгрии в 1237 году посетили Булгарию и проживавших на её восточной границе мадьяр, те узнали от тех венгров, что они воевали с татарами четырнадцать лет и только на пятнадцатый смогли их покорить . В состав войск булгар входили самые разные отряды, включая приуральских мадьяр.
Разгром монгольского войска, из которого уцелело лишь 4 тыс. человек, объясняется двумя главными причинами: серьёзными потерями монголов на Калке и хорошо организованной разведкой и тактической выучкой булгар. Фактически против монгол была применена их же излюбленная тактика — ложное отступление с последующим ударом засадных отрядов. По предположению А. Х. Халикова , булгарскими войсками командовал Ильгам-хан, правивший в то время в Булгаре, а битва произошла уже после того, как монголы переправились через Волгу.
После вступления на монгольский престол Угэдэя (1229) Субэдэй снова был отправлен «в сторону Кипчака, Саксина и Булгара» с 30-тысячным войском (по сведениям Рашид ад-Дина). В ходе западного похода завоевание Булгарии было завершено (1236), и монгольские войска вторглись на Русь.

## Археологическое подтверждение битвы
Археологом Г. Н. Белорыбкиным в районе Золотарёвского городища выявлен комплекс находок, проливающих свет на обстоятельства этого сражения и его местонахождение.
Золотарёвское городище, находящееся в самом углу Сурской Луки, — самая южная часть булгарских владений в Посурье, средоточие нескольких торговых путей, в частности на Рязань, Киев, Нижнее Поволжье. Городище датируется XI — первой третью XIII века, представляя собой небывалое явление в булгарской фортификации: это единственное городище мысового типа, имеющее с напольной стороны четыре ряда рвов и валов.
Комплекс находок в ближайшей окрестности этого городища, включающий оружие (например сабли с манжетами в верхней трети клинка), универсальное колюще-рубящее оружие: пальмы, обрывки наборов конского снаряжения и поясные накладки, которые указывают на центральноазиатское и дальневосточное (вплоть до Приамурья) происхождение. Данный комплекс мог сложиться и попасть в Восточную Европу только вместе с войсками Субэдея и Джэбэ.